# 시분할다중접속
시분할다중접속은 흔히 TDMA(Time Division Multiple Access)로 불리는 이동통신 기술이다. 유럽연합이 주축이 되어 상용화한 GSM 서비스로 상용화되었다.

## 개요
이동통신 서비스를 실현하기 위해서는 하나의 주파수 대역을 여러 사용자가 동시에 이용하기 위한 방식의 개발이 필요하다. 대한민국에서 상용화된 코드분할다중접속(CDMA)는 각 사용자에게 코드를 부여하여 동시에 하나의 주파수 대역을 사용할 수 있게 하였다. 반면, 시분할다중접속은 주파수를 사용하는 시간을 분할하여 여러 사람이 동시에 하나의 주파수 대역을 사용할 수 있도록 고안되었다.

## 특징
이 방식에서는 각각의 셀(통신이 일어나는 지역의 단위)은 일정 개수의 각기 다른 주파수를 각각의 셀에 반복적으로 사용한다. (몇 개의 주파수를 반복 사용할지 여부는 Frequency Reuse Factor 값을 따른다.) 같은 셀 내에서는 같은 주파수를 사용하게 되고 이 주파수는 시간을 기준으로 분할되어 사용자에게 할당한다. CRC (Cyclic Redundancy Checking) 검사를 이용할 수 있다. 대표적인 2G 통신방식 중 하나인 GSM은 이 기술과 더불어 Frequency hopping 기술과 함께 상용화되었다.

## 같이 보기
- 링크 16